# 那曲酮
那曲酮（INN:naltrexone），以Revia等品牌名稱於市場上販售，是一種主要用於治療酒精使用障礙或阿片類藥物使用障礙的藥物，它經由減少物質使用障礙和其相關的欣快感來達到療效。它也被發現對治療其他成癮症有效，而被醫界作仿單標示外使用。藥物的給藥途徑有口服或是肌肉注射。藥效在攝入後30分鐘內開始發揮，但減少對阿片類藥物的渴望將需要幾週時間才能達成。
使用那曲酮的副作用有：睡眠困難、焦慮、噁心和頭痛。對於仍在使用阿片類藥物的人，可能會引發阿片類物質戒斷症狀。不建議有肝功能衰竭者使用。目前尚不清楚個體於懷孕期間使用對於胎兒是否安全。那曲酮是一種阿片類藥物拮抗劑，其作用是透過阻斷類阿片的效果，包括藥物性的阿片類物質以及大腦自然產生的阿片類物質（內啡肽）。
那曲酮於1965年首次製成，並於1984年在美國獲准用於醫療用途。那曲酮與安非他酮結合成為複方藥（那曲酮/安非他酮，品牌名稱為Contrave），可用於治療肥胖症。它已列入世界衛生組織基本藥物標準清單中。在2021年，那曲酮是美國排名第254位最常被開立處方的藥物，累積的處方箋數量超過100萬張。

## 醫療用途

### 酒精使用障礙
那曲酮作為治療酗酒的藥物方面，已歷經充分的研究。研究顯示那曲酮能透過減少飲酒後大腦釋放的多巴胺，來降低個體飲酒的量和頻率。但它似乎不能讓原本喝酒的人數減少。其整體治療效益被形容為"溫和" 。
阿坎酸在消除酒精濫用方面可能比那曲酮更有效，而那曲酮則在更大程度上是減少對酒精的渴求。

### 阿片類藥物使用障礙
長效注射式那曲酮（品牌名稱為Vivitrol）是一種阿片類藥物拮抗劑，能夠阻斷海洛因及其他阿片類藥物的效果，並能減少海洛因使用，效果優於安慰劑。那曲酮與美沙酮和丁丙諾啡不同，不屬於受管制藥物。
那曲酮可在使用數週後開始減少對阿片類藥物的渴求，並能降低服藥期間的過量風險。不過，對於停止治療者，其過量的風險仍是一種隱憂。此藥物的注射劑型（每月注射一次），在治療阿片類藥物使用方面，其遵從性和療效優於口服劑型的。

### 其他用途
那曲酮與伐尼克蘭（品牌名稱Chantix）不同，對於戒菸無效。此外，科學界也在研究使用那曲酮以減少行為成癮，例如賭博成癮、非自殺性自傷疾患（NSSID）和竊盜癖，以及性衝動行為，無論是對性犯罪者或非犯罪者（例如：強迫性觀看色情內容和自慰）。研究結果顯示出前景看好。在一項研究中，大多數性犯罪者報告其性衝動和幻想顯著減少，而一旦停藥便會恢復到基線水平。病例報告也顯示只要持續服藥，賭博和其他強迫行為就會停止。

### 市售劑型
市面販售最常見的那曲酮劑型是口服錠劑（每錠50毫克）。此外，也有用於長效型注射的Vivitrol劑型，每瓶含有380毫克的藥物。還有一種透過手術置入的皮下植入裝置。這種植入裝置在澳大利亞生產，但僅供出口，未獲授權在該國境內使用。迄2009年，那曲酮植入裝置在治療海洛因依賴方面，已顯示出優於口服劑型的。

## 禁忌症
患有急性肝炎或肝功能衰竭的人禁用那曲酮。此外，在近期（通常指7至10天內）使用過阿片類藥物的人也不應使用。

## 副作用
使用那曲酮最常出現的副作用是腹瀉和腹部痙攣等腸胃道不適。這些不良反應類似於阿片類藥物戒斷症狀，因為μ-阿片類受體經阻斷後會增加腸胃蠕動。
副作用依發生率分類：
- 超過10%，出現睡眠困難、焦慮、神經緊張、腹痛/痙攣、噁心及/或嘔吐、精力減退、關節/肌肉疼痛、頭痛。[2]
- 低於10%，出現食慾不振、腹瀉、便祕、口渴/精力增加、情緒低落、煩躁、頭暈、皮疹、遲泄、勃起功能障礙、發冷。[2]
- 還有其他多種不良事件多種發生率（低於1%）。[2]

### 阿片類藥物戒斷
那曲酮應在患者戒斷阿片類藥物數天後（通常為7至10天）才可開始使用。這是因為如果患者體內仍有阿片類藥物，服用那曲酮將會使其從受體上移位，而引發急性戒斷反應。具體的戒斷時間可能短於7天，取決於患者所使用的阿片類藥物生物半衰期。有些醫生會使用納洛酮測試來確認個案體內是否仍殘留阿片類藥物。這項測試是給予一劑納洛酮，並監測是否出現阿片類藥物戒斷症狀。如果出現，則不應開始使用那曲酮。

### 不良反應
那曲酮是否會引起煩躁不安、憂鬱、失樂或其他令人不適的影響，已有大量研究和審查可供參考。在針對一般人和戒斷阿片類藥物者的早期研究中，那曲酮的急性及短期使用據稱會產生多種不良反應，包括疲勞、精力喪失、嗜睡、輕度煩躁不安、憂鬱、頭暈、暈眩、意識混亂、噁心、腸胃道不適、出汗以及偶爾出現的失實症。然而這些研究規模較小，多數未經對照組控制，且使用主觀方式評估。後續針對那曲酮治療酒精或阿片類藥物依賴的長期研究，並未報告有多數個案會出現煩躁不安或憂鬱的狀況。 According to one source:

### 肝臟損傷
據報導，當那曲酮使用劑量超過建議標準時，可能會導致肝臟損傷。美國食品藥物管理局（FDA）對此罕見副作用發出黑框警告。一些醫生因此可能會在開始使用那曲酮之前，以及之後定期檢查患者的肝功能。最初對肝毒性的擔憂源於一項針對非成癮性肥胖患者的研究，這些患者每天服用300毫克的那曲酮。隨後的研究則顯示在其他患者群體中，以每日50至100毫克的典型建議劑量使用時，藥物的毒性有限，或是沒毒性。

## 過量
在臨床研究中，每日使用那曲酮劑量高達800毫克也未觀察到有毒性作用。據報過量那曲酮的最大劑量發生在一女性患者身上，她服用相當於一整瓶藥物（30片50毫克藥丸，達到1,500毫克） ，但並無不良後果。目前並沒任何已知因那曲酮過量而致死的案例。

## 藥理學

### 藥效學

#### 阻斷阿片類藥物受體
那曲酮及其活性代謝物6β-那曲醇是阿片類藥物受體的競爭性拮抗劑。那曲酮是一種特別針對μ-阿片類藥物受體 (MOR) 的拮抗劑，對κ-阿片類藥物受體 (KOR) 的作用較小，而對δ-阿片類藥物受體 (DOR) 的作用則更小。

#### 其他作用
那曲酮除對阿片類藥物受體之外，還會與阿片類生長因子受體和TLR4（類鐸受體4） 結合並發揮拮抗作用，同時與肌動蛋白結合蛋白 A中的高親和力及低親和力結合位點產生交互作用。

### 藥代動力學

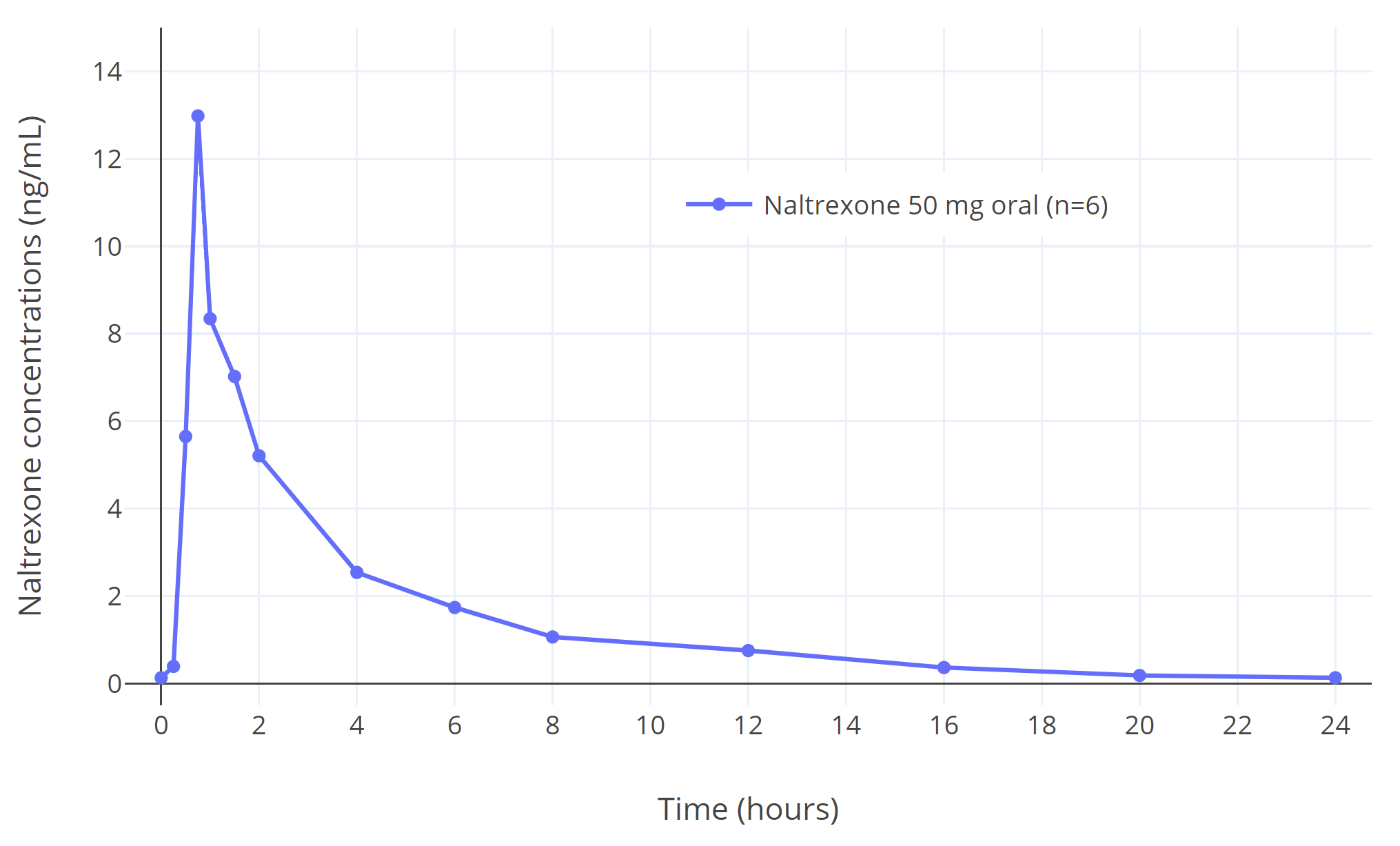
在穩態下，每天服用50毫克那曲酮，會讓那曲酮及其活性代謝物6β-那曲醇在體內維持一個相對穩定的血中濃度，足以產生治療效果。

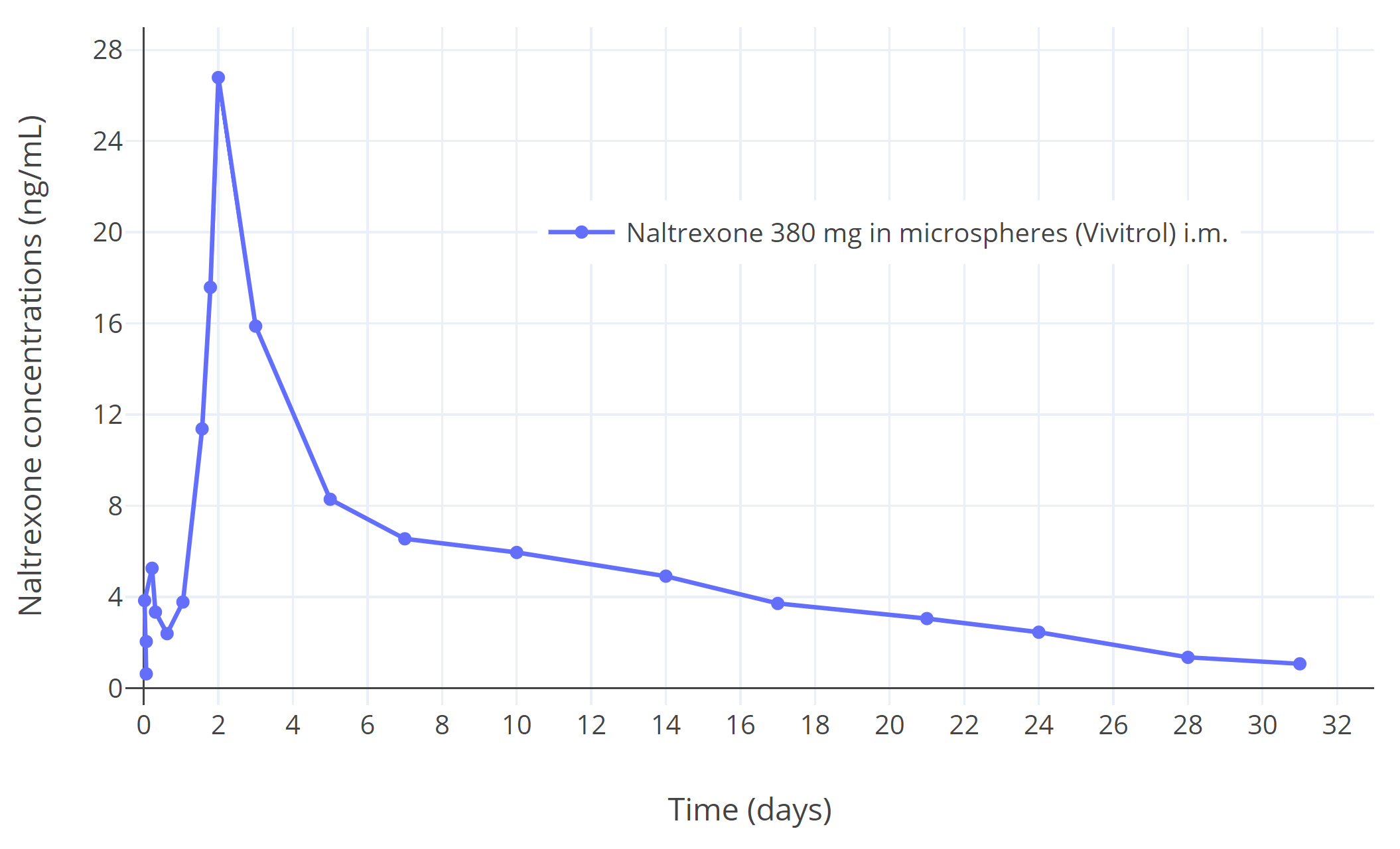
以微球形式的那曲酮（Vivitrol）每月進行一次380毫克肌肉注射，達到穩態後，那曲酮的血中濃度變化。

#### 吸收
那曲酮經口服後，人體的吸收快速且幾乎完全（96%）。由於廣泛的首渡效應，口服那曲酮的生物利用度為5%至60%。單次口服100毫克後，那曲酮的血中濃度峰值為19至44微克/升，而那曲酮及其代謝物6β-那曲醇達到血中濃度峰值的時間皆在1小時內。

#### 分布
那曲酮的血漿蛋白結合率在濃度範圍0.1至500微克/升下約為20%。口服100毫克後，其表觀分布容積在單次給藥後為16.1升/公斤，在重複給藥後則為14.2升/公斤。

#### 代謝
那曲酮主要在肝臟中經由雙氫二醇脫氫酶代謝成6β-那曲醇。

#### 排除
人體排除那曲酮呈雙指數曲線，在前24小時內快速，之後則以第三種極慢的速度下降。那曲酮及其代謝物6β-那曲醇的快速生物半衰期分別約為4小時和13小時。
那曲酮及其代謝物經由尿液排出人體。

### 藥物遺傳學
初步證據顯示，對於有家族病史和"天冬醯胺酸40天冬氨酸"（Asn40Asp）多態性存在的個體，預示使用那曲酮會有效。

## 化學
那曲酮，又稱N-環丙基甲基去甲羥嗎啡酮 (N-cyclopropylmethylnoroxymorphone)，是羥嗎啡酮 的衍生物。更具體地說，它是一種羥嗎啡酮的衍生物，其中第三胺甲基取代基被甲基環丙烷取代。

## 歷史
那曲酮於1963年由一位在紐約市小型製藥公司Endo Laboratories工作，名為Metossian的人員首次合成。它在1965年由Blumberg、Dayton和Wolf三位進行鑑定，發現是一種口服有效、作用時間長且非常強效的阿片類藥物拮抗劑。該藥物與早期的阿片類藥物拮抗劑（如環佐辛、烯丙嗎啡和納洛酮）相比具有多項優點，包括可口服、作用時間長（每日僅給藥一次）且無煩躁不安等副作用，因此被選定進行進一步開發。Endo Laboratories 1967年為其申請專利，開發代號為EN-1639A。該公司於1969年被杜邦收購。針對阿片類藥物依賴的臨床試驗於1973年展開，杜邦於隔年（1974年）與美國國家藥物濫用研究所展開合作，共同開發此適應症。FDA於1984年批准該藥物用於口服治療阿片類藥物依賴，商品名為Trexan。在1995年， 杜邦將商品名改為Revia後，FDA批准其用於口服治療酒精依賴。一種用於肌肉注射的長效緩釋劑型，商品名為Vivitrol，於2006年獲FDA批准用於治療酒精依賴，並於2010年獲准用於治療阿片類藥物依賴。

## 社會與文化

### 通用名藥物
Naltrexone是此藥物的通用名，同時也是它的INN 、USAN (美國採用名稱)、BAN (英國核准名稱)、DCF (法國通用名稱) 以及DCIT (義大利通用名稱)中的名稱。
鹽酸那曲酮（naltrexone hydrochloride）則是它的USP(美國藥典)和BANM (英國核准名稱) 的名稱。中的名稱。

### 商品名稱
那曲酮目前或曾經以多種商品名販售，包括Adepend, Antaxone、Celupan、Depade,、Destoxican、Nalorex、Narcoral、Nemexin、Nodict、Revia、Trexan、Vivitrex和 Vivitrol。它也與安非他酮合併，以複方形式販售，商品名為Contrave， 並曾與嗎啡合併以複方形式販售，商品名為Embeda。那曲酮與丁丙諾啡 合併的複方製劑已完成開發，但尚未上市。

### 爭議
FDA批准注射型那曲酮（Vivitrol）用於阿片類成癮治療，其依據是一項由俄羅斯研究主管Evgeny Krupitsky在該國主導的研究。該研究在阿片類激動劑（如美沙酮和丁丙諾啡）不可得的國家（俄羅斯）進行，僅將那曲酮與安慰劑比較，而引發"違反倫理規範"的批評。
在美國和挪威進行的後續試驗，將那曲酮注射劑與丁丙諾啡進行直接比較，結果發現，對於那些願意經歷戒斷症狀，以利後續接受那曲酮治療的患者而言，兩者的治療效果相似。在美國的試驗中，將近30%的患者沒有完成療程起始階段（表示在實際治療中，患者可能因為難以忍受戒斷症狀或其他原因，而無法持續使用納曲酮。）。在實際應用層面，一項針對超過四萬名患者病歷的審查發現，雖然美沙酮和丁丙諾啡能降低致命性用藥過量的風險，但施打那曲酮在降低過量風險或後續急診護理方面的效果，並未比單純的諮商更顯著。然而製造商仍聲稱那曲酮優於美沙酮和丁丙諾啡，並斥資向執法和刑事司法機構行銷，導致美國有43個州的刑事司法系統採用長效那曲酮。FDA曾就其未充分說明致命過量風險提出警告。
美國衛生與公眾服務部部長 湯姆·普萊斯於2017年5月稱讚Vivitrol為阿片類成癮治療的未來，引發近700位專家批評其言論"忽視廣泛接受的科學"，並指出丁丙諾啡和美沙酮"更為便宜"、"使用更廣泛"且"經過嚴格研究"。

### 電影
名為《One Little Pill》是一部2014年出品的紀錄片，講述使用那曲酮治療酒精使用障礙的案例。
一部2020年出品，名為《絕望者之歌》的電影，講述一名吸毒成癮的女性必須保持清醒四天，才能在戒毒機構注射那曲酮的故事。這部電影的故事主軸，便是描述女主角和她的母親在這四天內如何面對彼此的掙扎、信任問題，以及戒癮過程中的種種挑戰。它深入探討成癮對家庭關係造成的傷害，以及家人之間如何互相扶持，努力尋求希望。

## 研究

### 人格解體
那曲酮有時被用於治療解離症狀，例如人格解體-現實解體障礙中的人格解體和失實症。一些研究表明它可能有幫助，但由於證據基礎有限，所得結論仍有待商榷。那曲酮和納洛酮對κ-阿片類藥物受體 (KOR) 的阻斷作用被認為是其改善人格解體和失實症狀的有效機制。由於這些藥物在阻斷κ-阿片類藥物受體方面的效果較阻斷μ-阿片類藥物受體為差，因此其所需的劑量似乎比阿片類藥物依賴治療中使用的劑量更高。

### 低劑量那曲酮
那曲酮在低劑量下被用於化學依賴或中毒無關的病症，例如多發性硬化症。目前缺乏推薦使用低劑量那曲酮的證據。此療法在網路上受到關注。於2022年，有四項研究，使用那曲酮針對治療2019冠狀病毒病長期症候群（涉及數百名患者）在進行中。

### 自我傷害
一項研究指出那曲酮有時能改善發展障礙（包括自閉症）患者的自殘行為。

### 行為障礙
一些研究指出那曲酮可能對治療衝動控制障礙有所助益，例如竊盜癖、病態性賭博和拔毛癖（強迫性拔毛）。但其對賭博成癮的有效性證據卻相互矛盾。於2008年發表的一份個案研究報告指出，使用那曲酮來抑制和治療網路色情成癮有成功案例。

### 干擾素α
那曲酮能有效抑制干擾素α療法中，由細胞因子介導的不良神經精神作用。.

### 批判成癮研究
一些歷史學家和社會學家認為，那曲酮這類抗癮藥物的意義與用途，會隨著社會情境而有所不同。部分研究將在藥物法庭或醫療復健中心使用那曲酮的作法，視為一種"後社會控制"或"後訓誡控制"。這代表管理犯罪者和成癮者的策略，已從傳統的監禁與監督，轉變為更直接地介入和控制個體的生理過程。

### 性成癮
小型研究顯示那曲酮能減少性成癮和有問題的性行為。

## 獸醫學用途
那曲酮用於野生和動物園動物，以逆轉卡芬太尼和依託啡的作用。那曲酮在大多數物種中的作用時間比納洛酮長，但狗除外，而讓其比納洛酮更受青睞，因為納洛酮需更頻繁給藥。通常那曲酮用於逆轉卡芬太尼和依託啡等高效力阿片類藥物的效力，但也可用於其他阿片類藥物，並適合用來逆轉貓科動物的強效阿片類藥物劑量。
獸醫界仍在研究一種四級銨鹽化合物 - 甲基那曲酮 (methlynaltrexone) 的應用。那曲酮是μ-、κ-和δ-受體的拮抗劑，但甲基那曲酮不與δ-阿片類藥物受體結合，且與μ-阿片類藥物受體的結合效力大於κ-阿片類藥物受體。它無法穿過血腦屏障，因此甲基那曲酮可在維持鎮痛效果的同時，治療阿片類藥物引起的周邊副作用，例如胃腸道麻痺。然而甲基那曲酮可能無法治療丁丙諾啡產生的副作用。